# كأس الأمم الإفريقية 1957

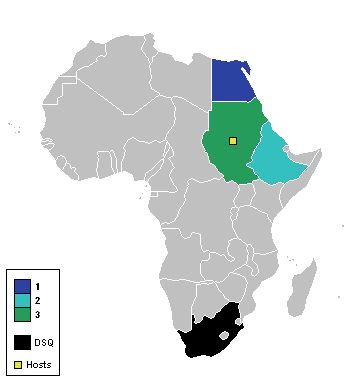
الدول المشاركة

كأس الأمم الإفريقية 1957 (بالإنجليزية: 1957 Africa Cup of Nations) كانت النسخة الأولى من بطولات كأس الأمم الإفريقية للمنتخبات الوطنية عن فئة الرجال، المقامة تحت رعاية الاتحاد الإفريقي لكرة القدم وقد استضافتها السودان، شاركت فيها 4 دول فقط، وهيː منتخب مصر ومنتخب السودان ومنتخب إثيوبيا ومنتخب جنوب إفريقيا الذي استبعد من البطولة فيما بعد بسبب اتباع سياسة التفرقة العنصرية بين البيض والسود داخل جنوب إفريقيا.
لُعب مباراتان في البطولة سجل فيهما سبعة أهداف مما يجعلها الأقل في العدد الإجمالي لكل من الأهداف والمباريات من بين بطولات كأس الأمم الإفريقية.

## مباريات البطولة
المصدر:

### نصف النهائي
| السودان  | 1–2 | مصر                           |
| -------- | --- | ----------------------------- |
| بشير 58' |     | عطية 21' (ركلة.) · الديبة 72' |

| إثيوبيا | 2–0 1 | جنوب إفريقيا |
| ------- | ----- | ------------ |
|         |       |              |

1 تم استبعاد جنوب إفريقيا بسبب سياسات الفصل العنصري في البلاد: منح الكاف إثيوبيا الفوز 2-0.

### النهائي
| مصر                     | 4–0 | إثيوبيا |
| ----------------------- | --- | ------- |
| الديبة 2'، 7'، 68'، 89' |     |         |

## الفائز
| بطل كأس الأمم الأفريقية لكرة القدم 1957 |
| --------------------------------------- |
| · مصر · للمرة الأولي                    |

## هداف البطولة
خمسة أهداف
- محمد دياب العطار

هدف واحد
- رأفت عطية
- برعي بشير

## روابط خارجية
La CAN 1957 sur le site internet RSSSF